# Gadimyxa atlantica
Gadimyxa atlantica is een microscopische parasiet uit de familie Parvicapsulidae. Gadimyxa atlantica werd in 2007 beschreven door Køie, Karlsbakk & Nylund. 